# پناهگاه ملی حیات وحش اوکفنوکی
پناهگاه ملی حیات وحش اوکفنوکی یک پناهگاه ملی حیات وحش با مساحت ۴۰۲٬۰۰۰ هکتار (۱٬۶۲۷ کیلومتر مربع2) است که در شهرستان‌های چارلتون، ویر، و کلینچ ایالت جورجیا و شهرستان بیکر در ایالت فلوریدا، ایالات متحده آمریکا واقع شده است. اداره این پناهگاه از دفاتری در فالکستون، جورجیا انجام می‌شود. این پناهگاه در سال ۱۹۳۷ به منظور حفاظت از بخش عمده‌ای از ۴۳۸٬۰۰۰ هکتار (۱٬۷۷۲ کیلومتر مربع2) باتلاق اوکفنوکی تأسیس شد. اگرچه اغلب به عنوان «زمین لرزان» ترجمه می‌شود، اما نام «اوکفنوکی» با معنای «آب جوشان» مشتق شده است.